# Тривала вахта
Тривала вахта (англ. The Long Watch) — науково-фантастичне оповідання Роберта Гайнлайна. Входить в цикл творів «Історія майбутнього». Опубліковане журналом American Legion Magazine в грудні 1949.

## Сюжет
У 1999 році лейтенант Джон Езра Дальквіст є членом «Космічного патруля», міжнародної організації, яка опікується всією ядерною зброєю людства. Молодий офіцер-фізик служить на місячній базі, він аполітичний і присвячений своїй дружині та дочці. Старший офіцер бази полковник Тауерс просить зустрітися з ним. Він хоче скинути уряд Землі та планує використати бомби, щоб знищити «місто чи два», і залякати Землю. Далквіст подає вигляд, що погоджується з полковником, але він не хоче, щоб його сім'я жила під диктатурою, і планує зірвати заколот та запобігти використанню бомб.
Далквіст блокує себе в бомбовому арсеналі, розбирає бомбу, щоб мати можливість детонувати вручну, робить «кнопку мерця» і погрожує підірвати арсенал. Він веде переговори з полковником, щоб виграти час і допомогти урядові зупинити заколот. Однак, Далквіст вже втомився, він боїться заснути, тому вирішує вимкнути бомбу. Щоб заколотники не повернули контроль над бомбами, він вирішує зробити їх непридатними. Єдиний спосіб зробити це — відкрити їх і деформувати плутонійове ядро кожної бомби. В процесі він піддається смертельній дозі радіації.
Заколот придушують, Тауерс скоює самогубство. Патруль поміщає радіоактивне тіло Далквіста в свинцеву труну і доставляє на Землю. Його оплакують як героя, труну поміщають в мармуровий пам'ятник, з почесною вартою на безпечній відстані.

## Зв'язок з іншими творами
- Робота «Космічного патруля» описується в романі для юнацтва «Космічний кадет».